# 路德維希一世 (安哈特-克滕)
路德維希一世（德語：Ludwig I.，1579年6月17日—1650年1月7日），安哈特-克滕親王，1603年至1650年在位。

## 家庭
1626年，路德維希與利珀伯爵西門六世的女兒索菲（Sophie）結婚，兩人共有1子1女：
1. 阿瑪莉埃·路易絲（1634年—1635年），夭折
2. 威廉·路德維希（1638年—1665年）